# Třída Sheffield
Třída Sheffield (známa i jako typ 42) byla třída raketových torpédoborců britského královského námořnictva. Jednalo se o menší a levnější alternativu ambiciózní třídy Bristol, ze které ale byl postaven pouhý jediný kus. Díky tomu mohly být postaveny v počtu dostatečném k nahrazení množství starších britských torpédoborců klasické koncepce.
Hlavním úkolem lodí byl doprovod a prostorová protivzdušná obrana loďstva. Celkem 14 jednotek ve třech skupinách (Batch 1-3) postavila Velká Británie, přičemž další dva kusy zakoupila Argentina. Lodě stejné střídy obou států se pak v roce 1982 zúčastnily války o Falklandy/Malvíny, kde Britové přišli (mimo jiné) o dva torpédoborce třídy Sheffield. Britské námořnictvo vyřadilo poslední jednotku HMS Edinburgh v roce 2013. Ve službě je nahradily nové torpédoborce třídy Daring. Vůbec poslední jednotkou třídy v aktivní službě byl argentinský torpédoborec Hércules, který byl v letech 1999 až 2000 přestavěn na rychlý transport, ale nejpozději od roku 2020 je neaktivní.

## Stavba

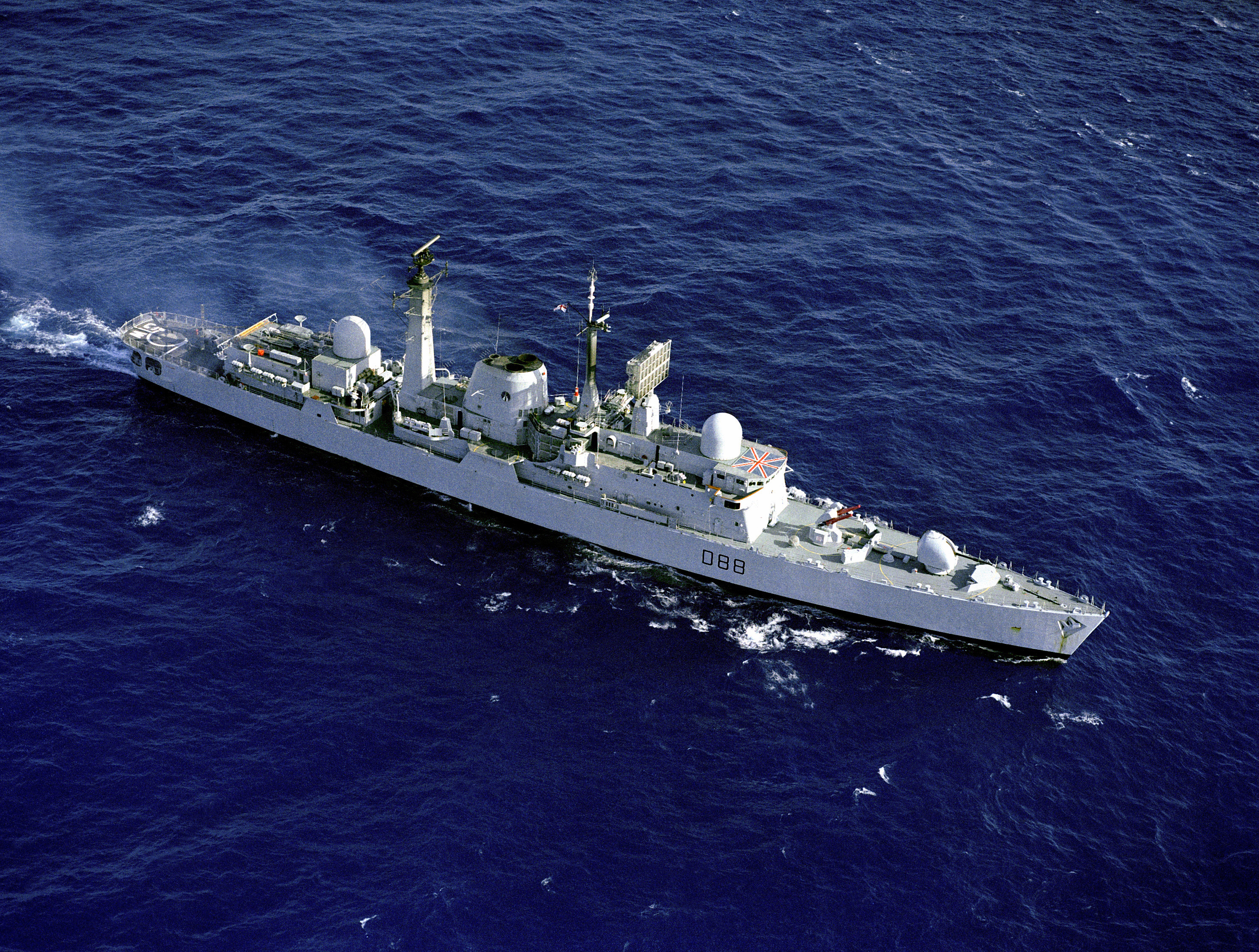
HMS Glasgow (D88)

Po zrušení stavby těžkých letadlových lodí třídy CVA-01 a omezení stavby jejich plánovaných velkých doprovodných torpédoborců třídy Bristol (typ 82), vznikl požadavek na vývoj nových méně nákladných torpédoborců třídy Sheffield. Jejich hlavním úkolem byla prostorová protivzdušná obrana svazů válečných lodí. Oproti třídě Bristol byly menší, levnější a díky automatizaci potřebovaly menší posádku. Třída Sheffield také nenesla protiponorkové systémy Ikara a Mk 10 Limbo, což ale vyvážila instalace torpédometů pro lehká torpéda (kromě samotného HMS Sheffield) a instalace plnohodnotného hangáru pro protiponorkový vrtulník.
V letech 1970–1979 byla postavena první série zahrnující torpédoborce Sheffield, Birmingham, Newcastle, Coventry, Glasgow a Cardiff. Stavba torpédoborce Cardiff se výrazně zdržela kvůli nedostatku pracovních sil v loděnici Vickers-Armstrongs, a proto jej musela dokončit loděnice Swan Hunter. V letech 1976–1983 následovala druhá série, která měla modernější senzory. Byla tvořena torpédoborci Exeter, Southampton, Liverpool a Nottingham. Kvůli finančním omezením byly torpédoborce výrazně menší než třída Bristol (trup byl o 29 metrů kratší a jejich plný výtlak byl menší o 2400 tun), proto byly jejich ubikace stísněné, plavidla měla zhoršené nautické vlastnosti a menší dosah.
Třetí a poslední britská série měla o 16 metrů delší a o metr širší trup (lepší nautické vlastnosti a zvětšená přistávací paluba pro vrtulníky), větší odolnost v boji a silnější výzbroj. V letech 1978–1985 byly postaveny čtyři jednotky, pojmenované Manchester, York, Gloucester a Edinburgh.
Argentinské torpédoborce Hércules a Santísima Trinidad byly objednány v roce 1970. Konstrukčně patřily k první sérii třídy Sheffield. První byl v letech 1971–1976 postaven ve Velké Británii. Druhou jednotku stavěly přímo argentinské loděnice. Kýl Santísima Trinidad byl založen v roce 1971, trup byl ale na vodu spuštěn až v roce 1974. Při vystrojování téměř hotové lodi byl na torpédoborec 22. srpna 1978 guerillou Montoneros proveden teroristický útok pomocí miny, který jeho dokončení oddálil až do roku 1981.
Jednotky třídy Sheffield:
| Jméno                    | Uživatel  | Série     | Loděnice                                 | Zahájení stavby   | Spuštění na vodu   | Zařazena do služby | Status |
| ------------------------ | --------- | --------- | ---------------------------------------- | ----------------- | ------------------ | ------------------ | --- |
| Sheffield (D80)          | UK        | Batch I   | Vickers-Armstrongs, Barrow               | 15. ledna 1970    | 10. června 1971    | 16. února 1975     | Potopen ve falklandské válce. Dne 4. května 1982 jej zasáhla letecká protilodní střela AM.39 Exocet. Vyhořelý vrak se potopil 10. května 1982.                                            |
| Birmingham (D86)         | UK        | Batch I   | Cammell Laird                            | 28. března 1972   | 30. července 1973  | 3. prosince 1976   | Vyřazen 31. prosince 1999. |
| Newcastle (D87)          | UK        | Batch I   | Swan Hunter                              | 21. února 1973    | 24. dubna 1975     | 23. března 1978    | Vyřazen 1. února 2005. |
| Glasgow (D88)            | UK        | Batch I   | Swan Hunter                              | 16. dubna 1974    | 14. dubna 1976     | 24. května 1979    | Vyřazen 1. února 2005. |
| Cardiff (D108)           | UK        | Batch I   | Vickers-Armstrongs, Barrow / Swan Hunter | 6. listopadu 1972 | 22. února 1974     | 24. září 1979      | Vyřazen 14. července 2005. |
| Coventry (D118)          | UK        | Batch I   | Cammell Laird                            | 29. ledna 1973    | 21. června 1974    | 20. října 1978     | Potopen ve falklandské válce. Dne 26. května 1982 byl potopen leteckým bombardováním. |
| Hércules (D-1)           | Argentina | Batch I   | Vickers-Armstrongs, Barrow               | 16. června 1971   | 24. října 1972     | 10. května 1976    | V letech 1999 až 2000 upraven na rychlý transport s kódem B-52. Nejpozději od 2020 neaktivní (v rezervě). Vyřazena 19. června 2024.                                                       |
| Santísima Trinidad (D-2) | Argentina | Batch I   | AFNE, Rio Santiago                       | 11. října 1971    | 9. listopadu 1974  | červenec 1981      | Od roku 1989 v rezervě a využíván jako zdroj náhradních dílů. Oficiálně vyřazen 2006. Plánována přeměna na muzejní loď. Roku 2013 se kvůli nedostatečné údržbě potopil v Puerto Belgrano. |
| Exeter (D89)             | UK        | Batch II  | Swan Hunter                              | 22. července 1976 | 25. dubna 1978     | 19. září 1980      | Vyřazen 27. května 2009. |
| Southampton (D90)        | UK        | Batch II  | Vosper Thornycroft                       | 21. října 1976    | 29. ledna 1979     | 31. října 1981     | Dne 3. září 1988 byl v Perském zálivu vážně poškozen kolízí s nákladní lodí. Oprava proběhla v letech 1989–1991. Vyřazen 12. února 2009.                                                  |
| Nottingham (D91)         | UK        | Batch II  | Vosper Thornycroft                       | 6. února 1978     | 18. února 1980     | 14. dubna 1983     | Vyřazen 11. února 2010. |
| Liverpool (D92)          | UK        | Batch II  | Cammell Laird                            | 5. července 1978  | 25. září 1980      | 9. července 1982   | Vyřazen 30. března 2012. |
| Manchester (D95)         | UK        | Batch III | Vickers-Armstrongs, Barrow               | 19. května 1978   | 27. listopadu 1980 | 16. prosince 1982  | Vyřazen 24. února 2011. |
| Gloucester (D96)         | UK        | Batch III | Vosper Thornycroft                       | 25. října 1979    | 2. listopadu 1982  | 11. září 1985      | Vyřazen 30. června 2011. |
| Edinburgh (D97)          | UK        | Batch III | Cammell Laird                            | 8. září 1980      | 14. dubna 1983     | 17. prosince 1985  | Vyřazen 6. června 2013. |
| York (D98)               | UK        | Batch III | Swan Hunter                              | 18. ledna 1980    | 21. června 1982    | 9. srpna 1985      | Vyřazen 27. září 2012. |

## Konstrukce

### První a druhá série (Batch I a II)

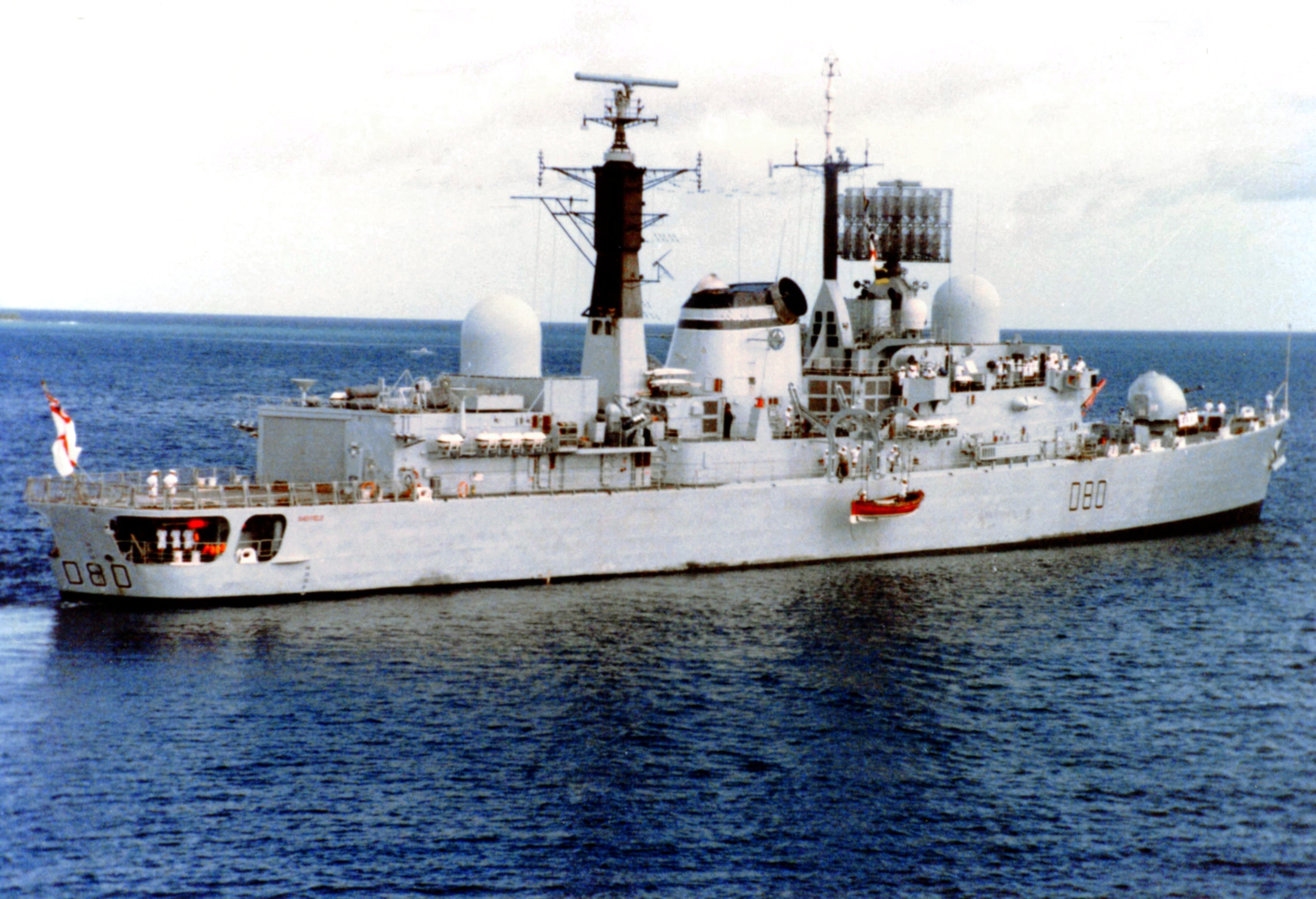
HMS Sheffield (D80)

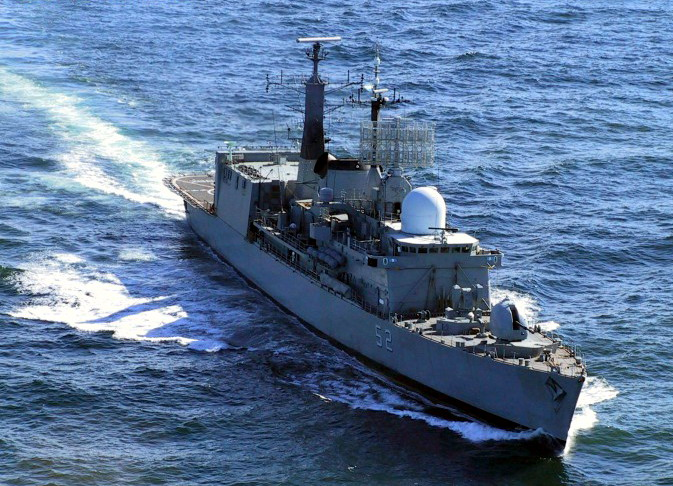
Argentinský torpédoborec Hercules po přestavbě na rychlý transport

Elektroniku mimo jiné tvořil vyhledávací radar typu 965 (AKE-2) a dva radary typu 909, které naváděly střela Sea Dart. Hlavňovou výzbroj tvořil jeden 114mm kanón Mk.8 v dělové věži na přídi a dva dělové věže GAM-BO1, každý s jedním 20mm kanónem Oerlikon KBA. Protiletadlovou výzbroj představovalo dvojité vypouštěcí zařízení protiletadlových řízených střel středního dosahu Sea Dart. Zásoba střel činila 22 kusů. Protiponorkovou výzbroj zastupovaly dva trojhlavňové 324mm torpédomety STWS. Využívaly americká torpéda Mk 44 a Mk 46, později též torpéda Sting Ray. Na zádi se nacházela přistávací plocha a hangár pro protiponorkový vrtulník Westland Lynx. Do jeho výzbroje patřila protiponorková torpéda Sting Ray, protilodní střely Sea Skua, miny a kulomety. Pohonný systém je koncepce COGOG. Tvoří ho dva páry plynových turbín, pohánějící dvojici pětilistých lodních šroubů. Dvě turbíny Rolls-Royce Tyne RM1A o výkonu 8000 hp slouží pro ekonomickou plavbu a druhý pár turbín Rolls-Royce Olympus TM3B o výkonu 50 000 hp loď pohání v bojové situaci. Nejvyšší rychlost dosahuje 30 uzlů. Dosah je 4200 námořních mil při rychlosti 13,8 uzlů.

### Třetí série (Batch III)
Plavidla měla prodloužený a širší trup. Díky výhodnějšímu poměru délky k šíře trupu se mírně zvýšila rychlost. Výtlak plavidel narostl cca o tisíc tun. Vybavení bylo obdobné. Přehledový radar byl typu 1022. Instalovány byla novější verze torpédometů STWS a pro blízkou obranu až čtyři 30mm kanóny, nebo dva 20mm systémy bodové obrany Phalanx CIWS.

### Modifikace
Od torpédoborce Exeter byl přehledový radar typu 965 nahrazen modernějším radarem typu 1022 STIR. Obdobně byla modernizována rovněž starší plavidla. Rozáhlejší modifikace proběhly na základě zkušeností z faklandské války. Výzbroj byla posílena o čtyři 30mm kanóny Oerlikon a dva 20mm kanóny, přičemž zároveň byly instalovány vrhače klamných cílů. Později byly na plavidla instalovány dva systémy blízké obrany Phalanx CIWS, každý s jedním 20mm rotačním kanónem M61 Vulcan.
Argentinské torpédoborce se lišily v tom, že nesly čtyři protilodní střely Exocet a měly též dva trojité 324mm protiponorkové torpédomety.

## Operační služba
Jak britské, tak argentinské torpédoborce této třídy byly nasazeny roku 1982 ve válce o Falklandy. Britské královské námořnictvo do jižního Atlantiku vyslalo nejprve torpédoborce Coventry, Sheffield a Glasgow a později i Exeter a Cardiff. Argentinské námořnictvo nasadilo obě dvě jednotky této třídy, které vlastnilo. Úkolem britských torpédoborců třídy Sheffield byla především obrana letadlových lodí a ve válce utrpěly vážné ztráty. Torpédoborec Sheffield potopila argentinská protilodní střela AM.39 Exocet vypuštěná z letounu Super Étendard, torpédoborec Coventry potopil zásah trojicí leteckých pum a Glasgow se po zásahu jednou leteckou pumou musel vrátit do Británie. Ztráty, které britské námořnictvo ve válce utrpělo, vedly k řadě opatření, které měly například zásadně vylepšit obranu proti nízkoletícím letounům a protilodním střelám.
Dalšího nasazení se lodě této třídy dočkaly například během války v Zálivu, občanské války v Jugoslávii či při konfliktu na Východním Timoru. Během války v Zálivu roku 1991 torpédoborec Gloucester sestřelil útočící protilodní střelu Silkworm.